# Peccania subnigra
Peccania subnigra är en lavart som först beskrevs av B. de Lesd., och fick sitt nu gällande namn av Wetmore. Peccania subnigra ingår i släktet Peccania och familjen Lichinaceae.   Inga underarter finns listade i Catalogue of Life.